# Tratamiento de la esquizofrenia
La esquizofrenia es un trastorno psiquiátrico (o un conjunto de trastornos) cuyos síntomas incluyen alteraciones en percepción, pensamiento, ánimo y comportamiento. Incluyen "síntomas positivos" como alucinaciones y delirios e ideas delirantes; síntomas negativos como falta de motivación, apatía, la pobreza del discurso, aislamiento social y abandono de uno mismo; y déficit cognitivo, que consiste, sobre todo, de problemas con memoria a corto plazo, funciones ejecutivas y la rapidez de procesamiento.  Los efectos directos de la enfermedad son aumentados por los efectos de la estigma social y la comprensión limitada pública.  La respuesta de la sociedad puede aumentar la dificultad para mantener relaciones y mantener un empleo remunerado. Mortalidad en personas con esquizofrenia es 2 a 3 veces mayor que de la población general, que lleva a una pérdida de >10 años de esperanza de vida media.
El tratamiento de la esquizofrenia ideal es uno multimodal e incluye una combinación de intervenciones psicológicas, farmacológicas, sociales, educacionales e relacionadas con el empleo dirigidas a promover la recuperación, reducir el impacto de la enfermedad sobre la calidad de vida, funcionamiento social y longevidad.

## Hospitalización
Hospitalización puede ocurrir con episodios severos de esquizofrenia. Puede ser voluntaria o (si lo permite la legislación) involuntaria (llamada civil o ingreso involuntario). Estancias hospitalarias de larga duración son ahora menos habituales debido a la desinstitucionalización, aunque ocurren todavía. Siguiendo (o en lugar de) la admisión hospitalaria, servicios de asistencia disponibles pueden incluir centros de acogida, visitas de miembros de equipos comunitarios de salud mental o equipo del Tratamiento Asertivo en la Comunidad, empleo con apoyo y grupos de apoyo dirigidos por pacientes.
Esfuerzos para evitar hospitalizaciones recurrentes incluyen conseguir órdenes de tratamientos en grupo que, siguiendo la aprobación judicial, obligan al individuo afectado a recibir tratamiento psiquiátrico que incluye inyecciones de larga duración de medicación antipsicótica. Este mecanismo legal ha demostrado que aumenta el tiempo que el paciente afectado pasa fuera del hospital.

## Medicación

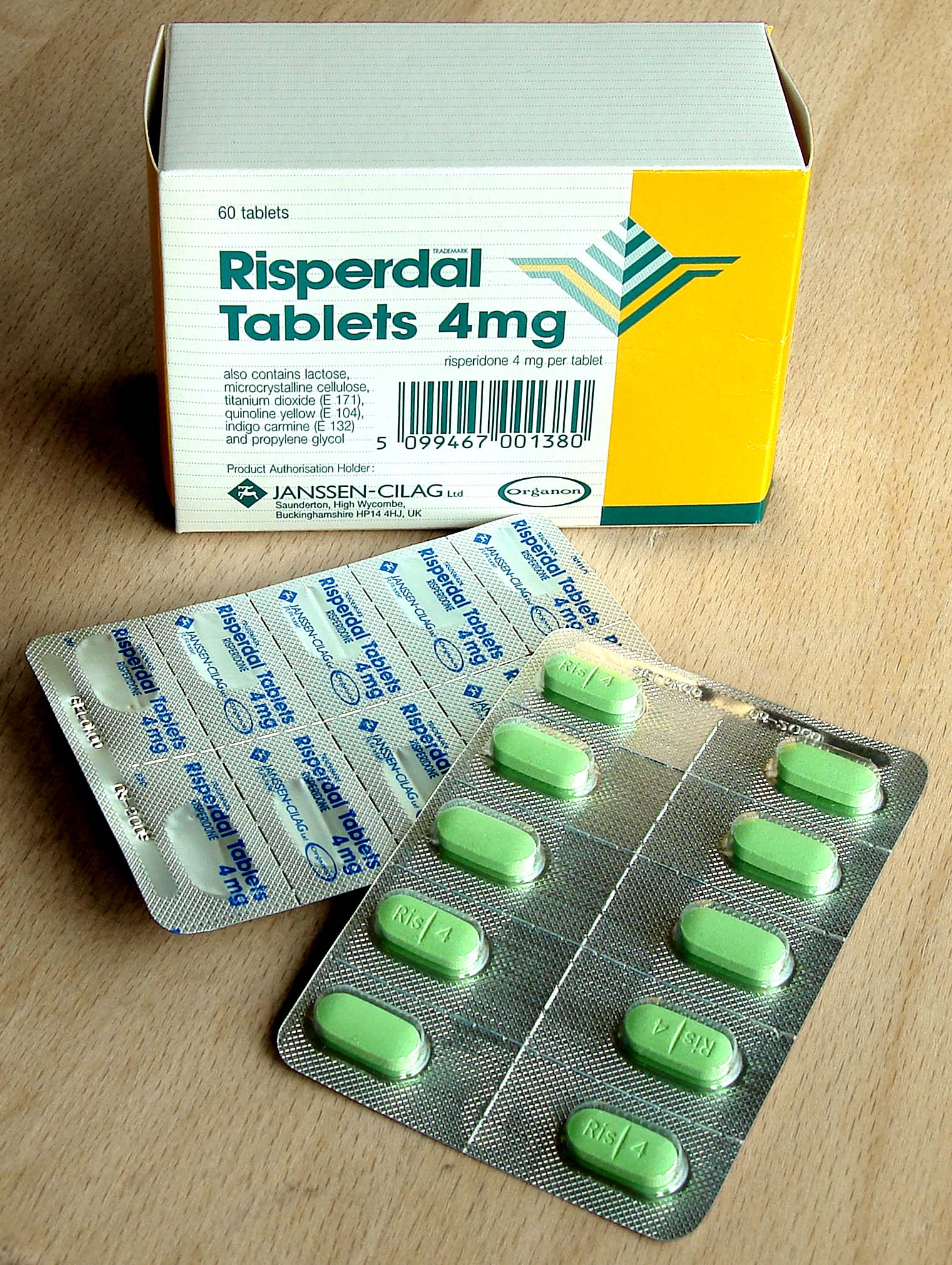
Risperidona (nombre comercial Risperdal) es un medicamento común antipsicótica atípica.

El pilar del tratamiento psiquiátrico para la esquizofrenia es la medicación antipsicótica . Con la medicación se podrían mejorar unos resultados que se han mostrado importantes para los pacientes, incluyendo tanto síntomas positivos, agudos y psicóticos como funcionamiento social y vocacional. Medicación puede reducir los síntomas "positivos" de la psicosis Se supone que la mayoría de los antipsicóticos tardan unos 7 a 14 días para tener el mayor efecto. Sin embargo, estos medicamentos no alivian de manera significativa los síntomas negativos y la disfunción cognitiva. Existen evidencias que la clozapina, la amisulprida, la olanzapina y la risperidona son los medicamentos más efectivos, aunque un porcentaje alto de estudios sobre la risperidona está hecho por su fabricante, Janssen-Cilag, y hay que tenerlo en mente a la hora de interpretarlos. En personas en tratamiento con los antipsicóticos, el uso continuado reduce el riesgo de la recaída. Hay pocas pruebas de los beneficios consecuentes con el uso más allá de dos o tres años.
El tratamiento de esquizofrenia cambió dramáticamente a mediados de los años 1950 con el desarrollo e introducción del primer antipsicótico clorpromazina. Poco después surgieron otros como haloperidol y trifluoperacina.
Todavía no está claro si los antipsicóticos más nuevos reducen las probabilidades de desarrollar el síndrome neuroléptico maligno, un trastorno neurológico poco común pero serio y potencialmente mortal, más a menudo causado por una reacción adversa a los medicamentos neurolépticos o antipsicóticos.
La mayoría de las personas que usan antipsicóticos tienen efectos adversos. Las personas que toman los antipsicóticos típicos suelen tener una tasa más alta de efectos secundarios extrapiramidales mientras algunos de los atípicos están asociados a un significado aumento de peso, diabetes y riesgo del síndrome metabólico; esto es más acentuado con la olanzapina, mientras la risperidona y la quetiapina están también asociadas al aumento de peso. Risperidona tiene una tasa similar de síntomas extrapiramidales como el haloperidol. La Asociación Estadounidense de Psiquiatría generalmente recomienda que el uso de los atípicos sea el primero en el tratamiento de la mayoría de los pacientes, pero además señala que hay que optimizar la terapia individualmente para cada paciente.
La respuesta de los síntomas a la medicación es variable; La "Esquizofrenia resistente al tratamiento" es aquella que no responde a dos o más medicamentos antipsicóticos tomados en dosis terapéuticas durante seis o más semanas. A los pacientes en esta categoría se les puede recetar la clozapina, un medicamento de efectividad superior, pero con efectos secundarios potencialmente letales que incluyen agranulocitosis y miocarditis.  La clozapina es el único medicamento que se ha demostrado como efectivo para personas que no responden a otros tipos de antipsicóticos. También parece que reduce el suicidio en las personas con esquizofrenia. Como la clozapina inhibe el desarrollo de la médula ósea, que a su vez reduce los glóbulos blancos, los primeros seis meses tomando esta medicación hay que hacer análisis de sangre.

### Agentes Complementarios en Esquizofrenia
Nota: En la tabla sólo se enumeran los complementos comprobados con por lo menos un ensayo aleatorio, doble ciego controlado con placebo.
| Complementos                        | Síntomas contra los que se conoce la eficacia          | EEAA notables encontrados en los ensayos clínicos | La calidad más alta de los datos clínicos disponibles                                            | N                                      | Notas |
| ----------------------------------- | ------------------------------------------------------ | --- | ------------------------------------------------------------------------------------------------ | -------------------------------------- | --- |
| Complementos de la Clozapina        |                                                        | |                                                                                                  |                                        | |
| Antipsicóticos                      |                                                        | |                                                                                                  |                                        | |
| Amisulprida                         | Global                                                 | Efectos secundarios extrapiramidales (p. ej. temblor, distonía, acatisia, etc.), dolor de cabeza, somnolencia, insomnio, prolactina sérica elevada, etc. | 1 DB-RPCT                                                                                        | 16                                     | Su uso no está aprobado en EE. UU. o Canadá. Su uso está aprobado en Australia, Europa y algunos países de Asia Oriental. Puede prolongar el intervalo QT, algunas evidencias in vivo sugieren que podría tener un efecto anti-diabetogénico y por tanto puede mejorar los parámetros metabólicos en los pacientes que toman clozapina. |
| Aripiprazol                         | Global, esp. negativo                                  | Acatisia | 1 DB-RPCT                                                                                        | 61                                     | También puede mejorar los efectos metabólicos de la clozapina (incluyendo el peso corporal). Hasta ahora seis ensayos; solo uno negativo. |
| Risperidona                         | Global                                                 | Funcionamiento cognitivo disminuido, prolactina elevada e hiperglicemia                                                                                  | 2 DB-RPCTs, 1 DB-RCT                                                                             | 357 (DB-RPCTs) & 24 (DB-RCT)           | Se han llevado a cabo 11 ensayos, 5 eran negativos. El metaanálisis no encontró una diferencia significativa entre el aumento de la risperidona y el aumento del placebo. |
| Sulpirida                           | Global                                                 | Prolactina sérica elevada | 1 DB-RPCT                                                                                        | 28                                     | Su uso no está aprobado en EE. UU., Canadá y Australia. |
| Ziprasidona                         | Global                                                 | prolongación del intervalo QTc | 1 DB-RCT                                                                                         | 24                                     | Comparado con la risperidona en uno de los DB-RCT. |
| Antidepresivos                      |                                                        | |                                                                                                  |                                        | |
| Citalopram                          | Síntomas negativos                                     | Bien tolerados | 1 DB-RPCT                                                                                        | 61                                     | Puede prolongar el intervalo QT y, como la clozapina también puede prolongar el intervalo QT, se aconseja evitar su uso en conjunto en pacientes con factores de riesgos cardiovasculares. |
| Fluvoxamina                         | Síntomas negativos y depresivos                        | Concentraciones séricas elevadas de clozapina (por medio de la inhibición de citocromo P450)                                                             | Estudio abierto                                                                                  | NA                                     | Parámetros metabólicos mejorados |
| Mirtazapina                         | Síntomas negativos, depresivos y cognitivos            | Aumento de peso | 2 DB-RPCTs (1 negativo)                                                                          | 80                                     | antagonista de 5-HT2A/2C/3 & α2 adrenoceptor |
| Anticonvulsivos                     |                                                        | |                                                                                                  |                                        | |
| Lamotrigina                         | Síntomas Negativos & depresivos                        | Síndrome de Stevens-Johnson, necrólisis epidérmica tóxica, etc.                                                                                          | 4 DB-RPCTs (2 negativos                                                                          | 108                                    | Un anticonvulsivo que generalmente se tolera bien, pero debido al riesgo de los EEAA dermatológicos potencialmente mortales, la dosis se aumentaría despacio para prevenir los EEAA. El metaanálisis la enocontró ineficaz. |
| Topiramato                          | Síntomas Negativos                                     | Deterioro cognitivo, sedación, astenia | 2 DB-RPCTs (1 negativo)                                                                          | 57                                     | Puede causar deterioro cognitivo y por lo tanto probablemente hay que evitar su uso en pacientes con deterioro cognitivo. |
| Valproato                           | Reduce ansiedad y depresión                            | Aumento de peso, perdida de pelo | Un ensayo abierto comparándolo con el litio                                                      | NA                                     | Aumenta la expresión del mGluR2 y GAD67 a través de la inhibición de histona deacetilasa (HDAC). |
| Agentes Glutamatérgicos             |                                                        | |                                                                                                  |                                        | |
| CX-516                              | Global                                                 | Se tolera bien | 1 DB-RPCT                                                                                        | 18                                     | Estadísticamente significativa mejora de los síntomas totales, pero sin mejora significativa en síntomas negativos y positivos cuando se consideran por separado. |
| Memantina                           | Global                                                 | Se tolera bien | 1 DB-RPCT                                                                                        | 21                                     | Estadísticamente significativa mejora de los síntomas negativos y totales. |
| Otros                               |                                                        | |                                                                                                  |                                        | |
| Litio                               | Global                                                 | Aumento de peso, sialorrea | 1 DB-RPCT, 1 DB-RCT                                                                              | 10 (DB-RPCT), 20 (DB-RCT)              | Aumento del riesgo de los efectos secundarios neurológicos como síndrome neuroléptico maligno. |
| E-EPA                               | Global (especialmente síntomas negativos y cognitivos) | Se tolera bien | 3 DB-RPCT (1 negativo)                                                                           | 131                                    | Éster del ácido graso ω-3, ácido eicosapentaenoico. |
| Complementos a otros antipsicóticos |                                                        | |                                                                                                  |                                        | |
| Agentes antiinflamatorios           |                                                        | |                                                                                                  |                                        | |
| Aspirina                            | Global (especialmente síntomas positivos)              | Se tolera bien | 1 DB-RPCT                                                                                        | 70                                     | Aumento del riesgo de sangrado, pero parece que se tolera relativamente bien. |
| Celecoxib                           | Global (especialmente síntomas negativos)              | Se tolera bien | 3 DB-RPCTs (1 negativo)                                                                          | 147                                    | Puede aumentar el riesgo de eventos cardiovasculares (especialmente alarmante, ya que los pacientes de esquizofrenia son un grupo de mayor riesgo de eventos cardiovasculares). Estudio de serie de casos (N=2) sugiere eficacia en el aumento de la clozapina. |
| Minociclina                         | Global                                                 | Se tolera bien | 4 DB-RPCTs                                                                                       | 164                                    | Aumento del riesgo de la discrasia de la sangre. |
| ácidos grasos ω-3                   | Global                                                 | Se tolera bien | 6 DB-RPCTs (1 negativo)                                                                          | 362                                    | Puede tener efectos protectores contra la depresión. |
| Pregnenolona                        | Global                                                 | Se tolera bien | 3 DB-RPCTs                                                                                       | 100                                    | El tratamiento con la colozapina eleva los niveles de este neuroesteroide en el cuerpo. |
| Glutamatérgicos                     |                                                        | |                                                                                                  |                                        | |
| D-alanina                           | Global                                                 | Se tolera bien | 1 DB-RPCT                                                                                        | 31                                     | Un D-aminoácido con una afinidad hacía el sitio de glicina de los receptores NMDA. |
| D-serina                            | Global (especialmente síntomas negativos)              | Se tolera bien | 4 DB-RPCTs                                                                                       | 183                                    | Afinidad hacía el sitio de glicina de los receptores NMDA. D,Souza 2013, Heresco-Levy 2005, Lane 2005, Lane 2010, Tsai 1999, Weiser 2012 |
| Glicina                             | Global (principalmente síntomas positivos)             | Se tolera bien | 5 DB-RPCTs                                                                                       | 219                                    | Un ligando endógeno del receptor NMDA. |
| Acetilcisteina\|N-acetilcisteina    | Global (especialmente síntomas negativos)              | Se tolera bien | 3 DB-RPCTs                                                                                       | 140                                    | Cistina y glutatión profármaco. Ciastina aumenta los niveles del glutamato intracelular a través del antiportador glutamato-cistina. Berk 2008, Berk 2011, Carmeli 2012, Lavoie 2008 |
| Sarcosina                           | Global (especialmente síntomas negativos)              | Se tolera bien | 3 DB-RPCTs                                                                                       | 112                                    | GlyT1 (o sea el inhibidor de recaptación de la glicina). También conocido como N-metilglicina. Lane 2005, Lane 2006, Lane 2008, Lane 2010, Tsai 2004 |
| Colinérgicos                        |                                                        | |                                                                                                  |                                        | |
| Donepezilo                          | Global                                                 | Se tolera bien | 6 DB-RPCTs (5 negativos; o 12 DB-RPCTs si se incluyen ensayos cruzados; un total de 8 negativos) | 378, 474 (incluyendo ensayos cruzados) | Según un ensayo, posee efectos antidepresivos. |
| Galantamina                         | Cognición                                              | Se tolera bien | 5 DB-RPCTs (1 negativo)                                                                          | 170                                    | Nootrópico robusto |
| Rivastigmina                        | Cognición                                              | Se tolera bien | 3 DB-RPCTs (los 3 negativos; 5 ensayos incluyen ensayos cruzados; 4 negativos)                   | 93, 131 (incluye ensayos cruzados)     | Parece ser un nootrópico menos fuerte |
| Tropisetrón†                        | Síntomas cognitivos y negativos                        | Se tolera bien | 3 DB-RPCTs                                                                                       | 120                                    | α7 nAChRs; antagonista del receptor de 5-HT3\|5-HT3. Caro (>$20 AUD/pastilla). |
| Antidepresivos                      |                                                        | |                                                                                                  |                                        | |
| Escitalopram†                       | Síntomas negativos                                     | Se tolera bien | 1 DB-RPCT                                                                                        | 40                                     | Puede aumentar el riesgo del intervalo QT prolongado. |
| Fluoxetina                          | Síntomas negativos                                     | Se tolera bien | 4 DB-RPCTs (3 negativos)                                                                         | 136                                    | En cuanto a sobredosis, es el antidepresivo más seguro de todos en esta lista. Riesgo del intervalo QT prolongado es más bajo que con escitalopram (pero existe). |
| Mianserina                          | Síntomas negativos y cognitivos                        | Se tolera bien | 2 DB-RPCTs                                                                                       | 48                                     | Aumento de peso, sedación, sequedad bucal, estreñimiento y mareo. Discrasias sanguíneas son efectos adversos posibles y tanto en el Manual Australiano de Medicina como en Formulario Nacional Británico 65 (BNF 65) recomiendan hacer conteos sanguíneos completos regulares. |
| Mirtazapina                         | Cognición, sínotmas negativos y positivos†             | Se tolera bien | ≥4 DB-RPCTs (uno negativo)                                                                       | 127                                    | Relativamente seguro en cuanto a sobredosis. Provoca sedación y aumento de peso significativos, sin embargo, que potencialmente podrían aumentar los efectos adversos de los antipsicóticos atípicos. Puede disminuir la akatisia inducida por los antipsicóticos. |
| Ritanserina                         | Síntomas negativos                                     | Se tolera bien | 2 DB-RPCTs                                                                                       | 73                                     | antagonista del 5-HT2A/2C. No disponible clínicamente. |
| Trazodona                           | Síntomas negativos                                     | Se tolera bien | 2 DB-RPCTs                                                                                       | 72                                     | Antagonista y ISRS del 5-HT2A. Tiene efectos sedantes y por eso podría empeorar algunos de los efectos secundarios de los antipsicóticos atípicos. |
| Otros                               |                                                        | |                                                                                                  |                                        | |
| Ácido alfalipoico                   | Aumento de peso                                        | Se tolera bien | 1 DB-RPCT                                                                                        | 360                                    | Contrarresta el aumento de peso inducido por la medicación antipsicótica. Aumento de los niveles totales antioxidantes. Puede aumentar los ratios de los GSH:GSSH (glutatión reducido:glutatión oxidado). |
| L-Teanina                           | Positivo, activación y síntomas de ansiedad            | Se tolera bien | 2 DB-RPCTs                                                                                       | 40                                     | Analógico al ácido glutámico. El estudio principal constató una reducción en síntomas positivos, de activación y ansiedad. Los estudios adicionales han constatado mejoras en cuanto a la atención. Investigaciones sugieren que la teanina tiene efectos regulatorios en las vías de recompensa del receptor-dopamina de la nicotina acetilcolina y ha demostrado que reduce la producción de la dopamina en el cerebro medio de los ratones. |
| Famotidina†                         | Global                                                 | Se tolera bien | 1 DB-RPCT                                                                                        | 30                                     | Puede reducir la absorción de la vitamina B12 del estómago. Puede aumentar sensibilidad hacia la intoxicación alimentaria. |
| Ginkgo biloba                       | Disquinesia tardía, síntomas positivos                 | Se tolera bien | 4 DB-RPCTs                                                                                       | 157                                    | Atmaca 2005, Doruk 2008, Zhang 2001, Zhang 2006, Zhang 2011, Zhou 1999 |
| Ondansetrón                         | Síntomas negativos y cognitivos                        | Se tolera bien | 3 DB-RPCTs                                                                                       | 151                                    | 5-HT3 antagonista. Puede prolongar el intervalo del QT. Caro (>$4 AUD/pastilla). |
| SAM-e                               | Agresión                                               | Se tolera bien | 1 DB-RPCT                                                                                        | 18                                     | Estudios han notado mejoras en el comportamiento agresivo y el deterioro de la calidad de vida. |
| Vitamina C                          | Global                                                 | Se tolera bien | 1 DB-RPCT                                                                                        | 40                                     | Mejora la puntuación del BPRS. |

Acrónimos usados:

DB-RPCT —Ensayo controlado con placebo doble ciego y aleatorio.

DB-RCT — Ensayos controlados aleatorios doble ciegos.

EEAA — Efectos adversos.
Nota: Global en el contexto de los síntomas de la esquizofrenia aquí se refiere a los cuatro grupos de síntomas.

N se refiere al tamaño total de muestra (incluyendo los grupos de placebo) del DB-RCTs.
† No se encontraron fuentes secundarias sobre el uso del medicamento en cuestión tratando los síntomas en cuestión (o cualquier otro síntoma si la † se ha puesto al lado del nombre del medicamento).

### Parche de nicotina
Siguiendo la observación de que fumar tabaco alivia los efectos de la esquizofrenia, se propusieron los parches de nicotina como un tratamiento para la esquizofrenia.

## Psicosocial
La psicoterapia es también ampliamente recomendada, aunque no se usa ampliamente en el tratamiento de la esquizofrenia, debido a los problemas del reembolso o falta de la formación. Como consecuencia, el tratamiento se limita a la medicación psiquiátrica.
Terapia cognitivo-conductual (CBT) se dirige a síntomas específicos y a mejorar cuestiones relacionadas como pueden ser la autoestima y el funcionamiento social.  Aunque los resultados de los ensayos preliminares no eran concluyentes, como la terapia avanzaba de sus aplicaciones iniciales en los mediados de los 1990, revisiones meta-analíticas sugieren que el CBT podría ser un tratamiento eficaz para los síntomas psicóticos de la esquizofrenia. Sin embargo, los metaanálisis más recientes han puesto en duda la utilidad del CBT como tratamiento de los síntomas de la psicosis.
Otro enfoque es la terapia de remediación cognitiva, una técnica dirigida a reparar el déficit neurocognitivo que se presenta a veces en la esquizofrenia. Basado en las técnicas de la rehabilitación neuropsicológica, evidencias preliminares han señalado que es efectiva sobre los aspectos cognitivos, resultando en las mejorías de las deficiencias previas en la velocidad psicomotor, memoria verbal, memoria no verbal, funciones ejecutivas, las mejorías relacionados con los cambios medibles en la actividad cerebral tal y como se miden con el fMRI.
Capacitación metacognitiva: En vista que muchos hallazgos empíricos sugieren el déficit de la metacognición (pensar sobre sus propios pensamientos, reflexionar sobre su propio proceso cognitivo) en pacientes con esquizofrenia, la capacitación metacognitiva (MCT) es cada vez más elegida como un enfoque complementario de tratamiento. MCT aspira a agudizar la conciencia de los pacientes a una variedad de prejuicios cognitivos (p.ej. llegar a conclusiones precipitadas, prejuicios asignacionales, exceso de confianza en errores), que se implican en la formación y mantenimiento de los síntomas positivos de esquizofrenia (especialmente los delirios), y finalmente sustituir esos prejuicios con estrategias funcionales cognitivas.
La capacitación consiste en 8 módulos y se puede conseguir en internet sin coste alguno en 15 idiomas. Los estudios confirman la viabilidad y apoyan de manera preliminar la eficacia de la intervención. Últimamente, se ha desarrollado un formato individualizado que combina el enfoque metacognitivo con métodos derivados de la terapia cognitivo-conductual.
Terapia Familiar o Educación, que aborda todo el sistema de la familia del individual con la diagnosis de la esquizofrenia, ha demostrado sistemáticamente ser beneficiosa, por lo menos si la duración de la intervención es a largo plazo. Aparte de la terapia, el impacto de la esquizofrenia sobre las familias y carga sobre la carrera profesional está reconocida, con cada vez más libros de autoayuda disponibles del tema. También existen pruebas de los beneficios de la capacitación en habilidades sociales, aunque también hay datos negativos significativos al respecto. Algunas investigaciones han estudiado los posibles beneficios de la musicoterapia y otras terapias creativas.
El modelo del tratamiento psiquiátrico Soteria|Soteria es un modelo alternativo a la hospitalización que usa cuidados no-profesionales y un enfoque mínimamente médico. Aunque las pruebas son limitadas, una revisión encontró el programa igualmente eficaz que tratamiento con medicamentos, pero debido a lo limitado de las pruebas, no lo recomienda como un tratamiento estándar. Capacitación en detectar expresiones faciales sutiles se ha usado para mejorar el reconocimiento facial emocional.

## Otros
Estimulación Transcranial Magnética (TMS) parece aliviar los síntomas negativos y deficiencias cognitivas en la esquizofrenia, un estudio reciente aleatorio doble ciego controlado con simulacro del tratamiento con el complemento de la TMS profunda ha observado una reducción de 8 puntos en la Escala de Evaluación de Síntomas Negativos (SANS) en pacientes.
Terapia Electroconvulsiva no se considera como un primer remedio pero se puede prescribir en casos donde han fallados otros tratamientos. Es más efectivo cuando están presentes síntomas de catatonia, y pautas del Instituto Nacional para la Salud y Excelencia Clínica|NICE en el Reino Unido recomiendan su uso para la catatonia si ha tenido éxito anteriormente, aunque no hay recomendaciones en otros casos de esquizofrenia. Psicocirugía es un método poco común hoy en día y no se recomienda como el tratamiento para la esquizofrenia.

### Ácidos grasos omega-3
Un enfoque poco convencional es el uso de los ácidos grasos omega-3, donde un estudio encontraba algunos beneficios de su uso como un suplemento alimenticio.
La revisión de los cuatro ensayos aleatorios controlados del ácido Eicosapentaenoico|EPA (un ácido graso omega-3) vs. placebo como tratamiento complementario para la esquizofrenia ha descubierto que dos de los ensayos han detectado una mejora significativa en los síntomas negativos y positivos y han sugerido que EPA podría ser un complemento efectivo a los antipsicóticos. Los metaanálisis más recientes (2006) no han logrado encontrar un resultado significativo. Una revisión en el 2007 ha encontrado que los estudios de los ácidos grasos omega-3 en la esquizofrenia, a pesar de ser generalmente de gran calidad, han producido resultados inconsistentes y el tamaño del efecto pequeño y de la calidad dudosa.

## Enlaces
- Esta obra contiene una traducción automática incompleta derivada de « Treatment of schizophrenia » de Wikipedia en inglés, publicada por sus editores bajo la Licencia de documentación libre de GNU y la Licencia Creative Commons Atribución-CompartirIgual 4.0 Internacional.